# Svenska mästerskapen i jujutsu 1998
Svenska mästerskapen i ju-jutsu 1998 avgjordes i Kalmar den 4 april - 5 april 1998.
Arrangerande förening var  Kalmar Budoklubb. Detta var första gången SM i ju-jutsu arrangerades i Kalmar.

## Resultat
| Placering | Namn                | Klubb                |
| --------- | ------------------- | -------------------- |
| Guld      | Ingela Viktorsson   | Umeå Budoklubb       |
| Silver    | Marie Wilhelmsson   | Nacka JJK            |
| Brons     | Pernilla Gunnarsson | Linköpings Budoklubb |

| Placering | Namn          | Klubb                |
| --------- | ------------- | -------------------- |
| Guld      | Anna Dimberg  | Uppsala JJK          |
| Silver    | Anna Fransson | Umeå Budoklubb       |
| Brons     | Hanna Winberg | Linköpings Budoklubb |

| Placering | Namn                    | Klubb              |
| --------- | ----------------------- | ------------------ |
| Guld      | Jennie Brolin           | Uppsala JJK        |
| Silver    | Åsa Ulfsdotter-Kjellman | Östersunds Budokai |

| Placering | Namn           | Klubb          |
| --------- | -------------- | -------------- |
| Guld      | Ashkan Puoya   | Stockholms JJD |
| Silver    | Jan Olsson     | Uppsala JJK    |
| Brons     | Tony Söderlund | Timrå JJK      |

| Placering | Namn            | Klubb            |
| --------- | --------------- | ---------------- |
| Guld      | Ralf Carneborn  | Nacka JJK        |
| Silver    | Magnus Brodén   | Nacka JJK        |
| Brons     | Raymond Matocka | Kalmar Budoklubb |

| Placering | Namn             | Klubb                |
| --------- | ---------------- | -------------------- |
| Guld      | Ricard Carneborn | Nacka JJK            |
| Silver    | Jonny Nilsson    | Linköpings Budoklubb |
| Brons     | Erik Bolund      | Uppsala JJK          |

| Placering | Namn            | Klubb                |
| --------- | --------------- | -------------------- |
| Guld      | Morgan Stoppert | Linköpings Budoklubb |
| Silver    | Mikael Smith    | Linköpings Budoklubb |
| Brons     | Ulf Oredsson    | JJK Dokan Dojo       |

| Placering | Namn             | Klubb               |
| --------- | ---------------- | ------------------- |
| Guld      | Magnus Cederblad | Stockholms JJD      |
| Silver    | Henric Lidberg   | BK Hiyama           |
| Brons     | Mattias Forsberg | Högdalens Budoklubb |

| Placering | Namn                                 | Klubb                |
| --------- | ------------------------------------ | -------------------- |
| Guld      | Kjell Bornemo / Kenneth Linnarkrantz | Linköpings Budoklubb |
| Silver    | Björn Hallstig / Thomas Strandberg   | Umeå Budoklubb       |

| Placering | Namn                               | Klubb                  |
| --------- | ---------------------------------- | ---------------------- |
| Guld      | Ulrika Fyrhake / Thomas Åström     | Högdalens Budoklubb    |
| Silver    | Camilla Nyman / Robert Nyman       | Stockholmspolisens JJK |
| Brons     | Magnus Karlsson / Emma Wimmerstedt | Högdalens Budoklubb    |

## Medaljfördelning
| Nr | Klubb                  | Guld | Silver | Brons | Totalt |
| -- | ---------------------- | ---- | ------ | ----- | ------ |
| 1  | Linköpings Budoklubb   | 2    | 2      | 2     | 6      |
| 2  | Nacka JJK              | 2    | 2      | 0     | 4      |
| 3  | Uppsala JJK            | 2    | 1      | 1     | 4      |
| 4  | Stockholms JJD         | 2    | 0      | 0     | 2      |
| 5  | Umeå Budoklubb         | 1    | 2      | 0     | 3      |
| 6  | Högdalens Budoklubb    | 1    | 0      | 2     | 3      |
| 7  | BK Hiyama              | 0    | 1      | 0     | 1      |
| 7  | Stockholmspolisens JJK | 0    | 1      | 0     | 1      |
| 7  | Östersunds Budokai     | 0    | 1      | 0     | 1      |
| 10 | JJK Dokan Dojo         | 0    | 0      | 1     | 1      |
| 10 | Kalmar Budoklubb       | 0    | 0      | 1     | 1      |
| 10 | Timrå JJK              | 0    | 0      | 1     | 1      |